# Shondaland
Shondaland (стилізована як ShondaLand з 2005 по 2016 рік, згодом shondaland) — американська телевізійна продюсерська компанія, заснована телевізійним сценаристом та продюсером Шондою Раймс. Вона заснувала її, щоб та стала однією з виробничих компаній свого першого серіалу «Анатомія Грей» у 2005 році. Відтоді він створив інші проєкти Раймс, спіноф Грей «Приватна практика» та популярну політичну драму «Скандал», а також інші її серіали — недовготривалий «Поза картою», юридичний трилер із Віолою Девіс у головній ролі «Як уникнути покарання за вбивство», і кримінальний трилер «Пастка» — усі вони створені спільно з ABC Studios і транслюються на ABC. Станом на 2017 рік студія співпрацює з Netflix, а до цього Disney — ABC .

## Історія

### Блок програмування
У 2014 році мережа ABC запрограмувала весь свій прайм-тайм у четвер із телевізійними серіалами виробництва Shondaland, а потім назвала програмний блок, наповнений Shondaland, як «Слава Богу, сьогодні четвер», також згадуваний у скороченій формі TGIT. Це перегукується з колишнім брендом ABC TGIF сімейних ситкомів у п’ятницю ввечері та телевізійною рекламою. Associated Press назвало правління Раймса ціловечірнім телевізійним телебаченням «незрівнянним в історії телебачення».

### Виробництво
Першим серіалом, створеним Шондалендом, є «Анатомія Грея», прем’єра якого відбулася 27 березня 2005 року, і зараз транслюється дев'ятнадцятий сезон.  У 2007 році відбулася прем'єра «Приватної практики», яка тривала шість сезонів, аж до останнього показу 22 січня 2013 року. Третій серіал, «Поза картою», був створений Дженною Банс і тривав лише один сезон, у 2011 році. «Скандал» і «Як уникнути покарання за вбивство» прем’єри відбулися в 2012 і 2014 роках відповідно, останній епізод «Скандала» вийшов 19 квітня 2018 року, а останній епізод «Як уникнути покарання за вбивство» — 14 травня 2020 року. Комедійна кримінальна драма «Пастка» транслювалася протягом двох сезонів і отримала загалом позитивні відгуки від критиків. Прем'єра драми «Все ще пов'язані» відбулася 29 травня 2017 року та була закрита після одного сезону. Юридична драма «Для людей», створена Полом Девісом, прем’єра якої відбудеться в телевізійному сезоні 2017–2018, є восьмим телесеріалом, створеним Шондалендом. У травні 2019 року його було скасовано після двох сезонів. 3 січня 2018 року було оголошено, що «Скандал» і «Як уникнути покарання за вбивство»  перетинатимуться один з одним у першій перехресній події Shondaland. 

## Веб-сайт
У 2017 році Shondaland запустив веб-сайт про стиль життя Shondaland.com у партнерстві з Hearst.

## Ініціативи
Шонда Раймс ділиться своїми знаннями з починаючими сценаристами та продюсерами через ShondaLand та ініціативи для своєї програми MasterClass.com. 
Шондаленд співпрацювала з Seriesfest у 2019 році, щоб започаткувати жіноче режисерське наставництво, конкурс, призначений для пошуку жінок-початківців-режисерів. 
У січні 2020 року було оголошено, що Шонда Раймс співпрацює з iHeartMedia для запуску Shondaland Audio. 

## Серіали Shondaland
| Серіали                           | Телевізійні сезони | Телевізійні сезони | Телевізійні сезони | Телевізійні сезони | Телевізійні сезони | Телевізійні сезони | Телевізійні сезони | Телевізійні сезони | Телевізійні сезони | Телевізійні сезони | Телевізійні сезони | Телевізійні сезони | Телевізійні сезони | Телевізійні сезони | Телевізійні сезони | Телевізійні сезони | Телевізійні сезони | Телевізійні сезони | Телевізійні сезони | Кількість епізоди |
| Серіали                           | 2004–05            | 2005–06            | 2006–07            | 2007–08            | 2008–09            | 2009–10            | 2010–11            | 2011–12            | 2012–13            | 2013–14            | 2014–15            | 2015–16            | 2016–17            | 2017–18            | 2018–19            | 2019–20            | 2020–21            | 2021–22            | 2022–23            | Кількість епізоди |
| --------------------------------- | ------------------ | ------------------ | ------------------ | ------------------ | ------------------ | ------------------ | ------------------ | ------------------ | ------------------ | ------------------ | ------------------ | ------------------ | ------------------ | ------------------ | ------------------ | ------------------ | ------------------ | ------------------ | ------------------ | ----------------- |
| Анатомія Грей                     | 1                  | 2                  | 3                  | 4                  | 5                  | 6                  | 7                  | 8                  | 9                  | 10                 | 11                 | 12                 | 13                 | 14                 | 15                 | 16                 | 17                 | 18                 | 19                 | 400               |
| Приватна практика                 |                    |                    |                    | 1                  | 2                  | 3                  | 4                  | 5                  | 6                  |                    |                    |                    |                    |                    |                    |                    |                    |                    |                    | 111               |
| Поза картою                       |                    |                    |                    |                    |                    |                    | 1                  |                    |                    |                    |                    |                    |                    |                    |                    |                    |                    |                    |                    | 13                |
| Скандал                           |                    |                    |                    |                    |                    |                    |                    | 1                  | 2                  | 3                  | 4                  | 5                  | 6                  | 7                  |                    |                    |                    |                    |                    | 124               |
| Як уникнути покарання за вбивство |                    |                    |                    |                    |                    |                    |                    |                    |                    |                    | 1                  | 2                  | 3                  | 4                  | 5                  | 6                  |                    |                    |                    | 90                |
| Пастка                            |                    |                    |                    |                    |                    |                    |                    |                    |                    |                    |                    | 1                  | 2                  |                    |                    |                    |                    |                    |                    | 20                |
| Все ще пов'язані                  |                    |                    |                    |                    |                    |                    |                    |                    |                    |                    |                    |                    | 1                  |                    |                    |                    |                    |                    |                    | 7                 |
| Для людей                         |                    |                    |                    |                    |                    |                    |                    |                    |                    |                    |                    |                    |                    | 1                  | 2                  |                    |                    |                    |                    | 20                |
| Станція 19                        |                    |                    |                    |                    |                    |                    |                    |                    |                    |                    |                    |                    |                    | 1                  | 2                  | 3                  | 4                  | 5                  | 6                  | 68                |
| Бріджертони                       |                    |                    |                    |                    |                    |                    |                    |                    |                    |                    |                    |                    |                    |                    |                    |                    | 1                  | 2                  | 3                  | 16                |
| Вигадана Анна (міні-серіал)       |                    |                    |                    |                    |                    |                    |                    |                    |                    |                    |                    |                    |                    |                    |                    |                    |                    | 1                  |                    | 9                 |